# Classe Conte di Cavour
La classe Conte di Cavour est une classe de trois cuirassés de la Regia Marina qui a vu le jour pendant la Première Guerre mondiale. Ceux-ci ne participent à aucun combat de ce conflit, mais le Leonardo da Vinci coule accidentellement en 1916. Les deux autres navires de cette classe, le Conte di Cavour et le Giulio Cesare subissent une profonde refonte dans les années 1930. Le premier est coulé en 1940 durant la bataille de Tarente, et le second est cédé aux Soviétiques en 1949 au titre des dommages de guerre et renommé Novorossiysk.

## Construction

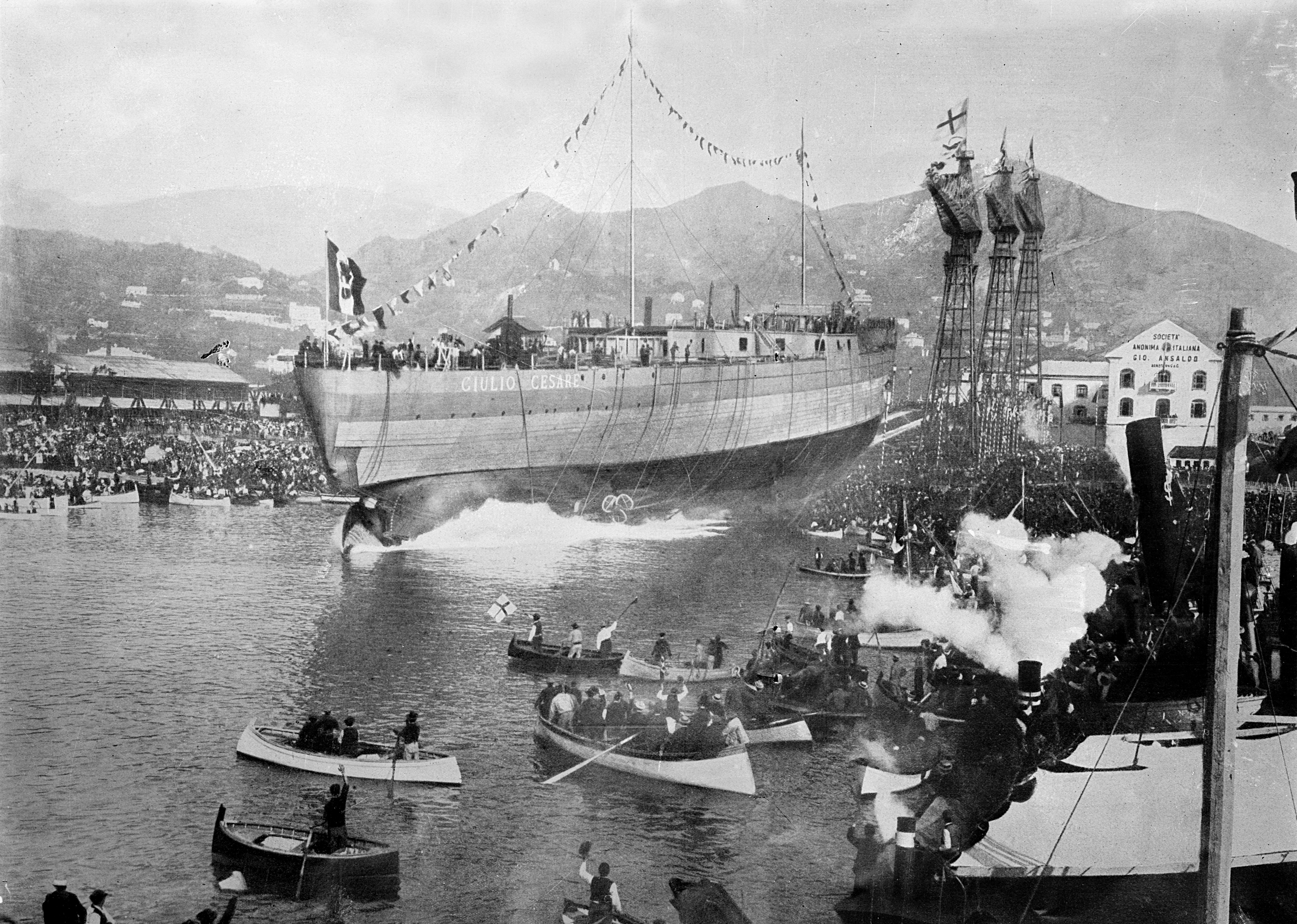
Lancement du Giulio Cesare à Sestri Ponente le 15 octobre 1911.

Les trois navires de la classe ont été commandés respectivement le 31 juillet 1908 pour le Conte di Cavour, au Regio Arsenale de La Spezia, le 10 septembre 1910 pour le Giulio Cesare, au chantier Ansaldo de Sestri Ponente et le 7 septembre 1910 pour le Leonardo da Vinci, au chantier Odero de Gênes.

La construction a subi des retards considérables pour diverses raisons, dont l'engagement du royaume d'Italie dans la guerre italo-turque. Le Conte di Cavour fut le premier à être lancé, le 10 août 1911, et le dernier à entrer en service, le 1er avril 1915. Le Leonardo da Vinci et le Giulio Cesare ont été lancés respectivement les 14 et 15 octobre 1911 et sont entrés en service les 17 et 14 mai 1914.

Les navires de cette classe ont été conçus par Edoardo Masdea, président du comité de conception des navires de la Regia Marina. La coque avait une proue arrondie, en "opus viva", abandonnant après 40 ans la proue en éperon des unités précédentes, et était équipée d'un double fond avec une structure cellulaire au-dessus de laquelle se trouvait un triple fond complet pour la protection contre les dommages causés par les mines ou les torpilles. La coque était équipée de nombreux compartiments étanches et de quatre sas étanches horizontaux et 19 transversaux. Les navires avaient trois ponts principaux continus: le pont de déversement, le pont-batterie  et le pont de pont. Sur le pont, de la tour arrière surélevée à la proue, s'étendait une citadelle blindée contenant les batteries de 120/50 mm.

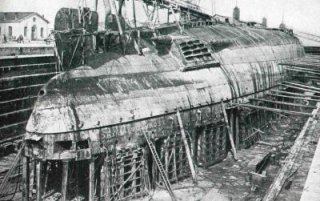
Coque du Leonardo da Vinci renversée sur la cale, notez le double gouvernail en tandem, deux des arbres d'hélice bâbord et la bouche du lance-torpilles à l'arrière.

Le navire était équipé de deux gouvernails semi-compensés, placés l'un derrière l'autre, celui situé le plus à l'avant ayant une surface équivalente à un tiers de celle de l'arrière. Ils pouvaient être déplacés indépendamment et il était prévu une commande manuelle en cas de défaillance du servomoteur, par l'intermédiaire de quatre grandes roues actionnées par un équipage de 16 hommes.

## Installations
Le système moteur du Cavour était composé de trois groupes indépendants de turbines à vapeur de type Parsons, disposés dans trois compartiments séparés au milieu du navire, deux latéraux et un central, agissant sur quatre arbres d'hélice. Chaque groupe de turbines était composé d'une turbine haute pression et d'une turbine basse pression. Les deux turbines haute pression et basse pression des groupes latéraux entraînaient les deux essieux extérieurs, tandis que la turbine haute pression du groupe central entraînait l'essieu central intérieur bâbord et la turbine basse pression l'essieu central tribord. La turbine inverse des groupes latéraux était incorporée à la turbine basse pression, tandis que le groupe central avait deux turbines inverses, une pour chaque essieu. Les six turbines avant, agissant sur les quatre arbres d'hélice, développaient une puissance totale de 31 000 chevaux (22 800 kW), tandis que les quatre turbines arrière développaient 14 000 chevaux (10 300 kW).
La vapeur pour les turbines était produite sur le Giulio Cesare par vingt-quatre chaudières Babcock & Wilcox, dont douze brûlaient du fioul et douze du charbon et du fioul, et sur le Cavour et le Leonardo da Vinci par vingt chaudières Blechhynden, dont huit brûlaient du fioul et douze du charbon et du fioul. Chaque chaudière, équipée de vaporisateurs de type Thornycroft, était reliée aux conduites de vapeur principales et secondaires.
À pleine puissance, la vapeur était introduite directement et indépendamment dans chacune des trois turbines à haute pression, d'où elle passait et se détendait dans les turbines à basse pression correspondantes, puis était évacuée dans leurs condenseurs. Pour les courses à basse vitesse, seuls les deux groupes latéraux ou seul le groupe central étaient maintenus en action, tandis que les essieux des turbines non alimentées tournaient à vide, entraînés par les hélices. La vitesse de croisière était obtenue en faisant fonctionner les trois unités en série, la vapeur entrant dans la turbine haute pression de droite, passant ensuite dans la turbine haute pression de gauche, puis dans les turbines haute et basse pression centrales, avant d'être évacuée dans le condenseur central.
La capacité des cales était de 1 450 tonnes de charbon et de 850 tonnes de naphte, permettant une autonomie de 4 800 milles nautiques (8 890 km) à une vitesse de 10 nœuds (19 km/h) et de 1 000 milles nautiques (1 850 km) à une vitesse de 22 nœuds (40 km/h).
L'alimentation des systèmes embarqués, y compris les huit projecteurs pour le combat de nuit, était assurée par trois centrales électriques composées de deux groupes électrogènes entraînés par des turbines à vapeur d'une puissance combinée de 150 kW à 110 V continu.

## Protection
La protection était répartie sur une ceinture continue autour des côtés du navire et sur la redoute s'étendant de la tourelle surélevée à l'arrière jusqu'à la proue. La ceinture, d'une largeur de 2,8 m dont 57 % au-dessus de la ligne de flottaison, avait une épaisseur maximale de 250 mm et s'effilait à 100 mm à la proue et 120 mm à la poupe. La citadelle était protégée par un blindage de 220 mm d'épaisseur. Le pont était protégé par deux couches de 12 mm et dans les parties inclinées, atteignait un total de 40 mm. Les tourelles avaient 280 mm de protection frontale et 220 mm sur les côtés. La tour de contrôle avant avait une protection de 280 mm alors que celle de l'arrière n'était que de 160 mm. Les pièces de 120/50 mm avaient une protection de 130 mm. Les 5 150 t (environ 1/4 du déplacement du navire) d'acier au nickel, qui constituaient la protection des navires, étaient fournies par des sociétés américaines et britanniques et soumis à la cémentation, selon le procédé Krupp, dans les aciéries de Terni.
Les navires étaient équipés d'un système de filets anti-torpilles métalliques qui étaient tendus par un système de bras videurs autour du navire. Le système ne pouvait être utilisé pratiquement qu'avec des navires à l'ancre. En mer, les filets étaient enroulés et fixés par leurs bras aux côtés du navire. Ce système a été éliminé de tous les navires de la Regia Marina au cours de l'année 1916.

## Armement
L'armement principal se composait de treize canons 305/46 mm Mod. 1909 répartis en cinq tours, dont trois triples, une à la poupe, une à la proue et une au centre du navire, et deux tours jumelles élevées au-dessus des tours de poupe et de proue. Les tours blindées de ces canons étaient actionnées hydrauliquement et électriquement, tandis que le soulèvement des munitions des magasins et le chargement et la manœuvre de la grosse artillerie à l'intérieur des tours étaient purement hydrauliques.
Les canons du Giulio Cesare, construits à Pouzzoles par la société Armstrong, devaient être livrés en juin 1912, mais ne le furent qu'en mars 1914. Ceux du Leonardo da Vinci, par la société Vickers-Terni, furent également livrés avec un an de retard. Pour ceux du Cavour, également par la société Vickers-Terni, compte tenu du retard excessif, il fut décidé d'utiliser ceux prêts à l'emploi du Andrea Doria.
L'armement secondaire se compose de dix-huit canons 120/50 mm Mod. 1909 suscitait une certaine perplexité, à la fois parce qu'il était considéré comme insuffisant contre les destroyers plus modernes et parce que sur les navires d'autres marines, comme la marine française ou la marine autrichienne, construits à la même époque, des canons de plus gros calibre étaient prévus, de sorte que ces canons sur le Duilio postérieur étaient remplacés par seize canons de 152/45 mm, avec le renoncement à deux canons, ce qui, toutefois, était amplement compensé par la plus grande portée des nouveaux canons et le poids plus élevé de leurs obus.
L'armement mineur était ensuite complété par 14 canons de 76/50 mm sur 30 dispositifs volants où ils pouvaient être déplacés, montés et démontés, selon les besoins.
La manœuvre de l'artillerie de 120 mm et des pièces mineures était exclusivement manuelle.
Par la suite, 13 canons de 76/50 mm pour les tirs anti-aériens montés sur des supports modifiés pour permettre une plus grande élévation ont été installés sur le toit des tourelles et 6 canons de 76/40 mm des deux côtés de la citadelle.

En outre, deux mitrailleuses Vickers 40/39 mm, également en fonction anti-aérienne, ont été ajoutées sur le gaillard d'avant. La direction du tir a été améliorée après les premières années de service avec l'introduction de panneaux de contrôle de tir, d'un équipement de pointage général et de télémètres..
L'armement en torpilles consistait en trois tubes lance-torpilles de 450 mm, deux vers la proue de type "E 450/1909" et un à l'arrière de type "D 450/1908", chacun équipé de trois torpilles.

## Service

### Première guerre mondiale
Le Conte di Cavour et le Giulio Cesare n'ont pas pris part à des missions actives pendant la guerre, en raison de la politique passive adoptée par les marines italienne et autrichienne, tandis que le Leonardo da Vinci a été perdu le 2 août 1916 alors qu'il était à l'ancre dans le port de Tarente à la suite d'un sabotage ennemi.
Le Conte di Cavour, qui le 24 mai 1915, lorsque l'Italie entra en guerre contre l'Empire austro-hongrois, devint le navire-amiral du vice-amiral Louis-Amédée de Savoie, duc des Abruzzes, passa en fait 966 heures en exercices et seulement 40 heures dans trois actions de guerre sans effusion de sang, tandis que le Giulio Cesare, au total, pendant le conflit, fut employé 31 heures dans des missions de guerre à la recherche de l'ennemi et 387 dans des activités d'entraînement sans jamais être employé dans des actions de combat.

### L'entre-deux-guerres
À la fin du conflit, le Leonardo da Vinci est récupéré en 1919 pour être réparé, mais les réparations, qui avaient été entamées, ne sont pas achevées et le 22 septembre 1923, il est déclassé et envoyé à la démolition.
Après la guerre, le Cavour et le Giulio Cesare ont participé à une croisière de propagande en Amérique du Nord, faisant escale dans les ports de Gibraltar, Ponta Delgada, Faial, Halifax, Boston, Newport, Tompkinsville, New York, Philadelphie, Annapolis et Hampton Roads.
À la fin de l'été 1923, pendant la crise de Corfou, les deux cuirassés, ainsi que le Duilio, attaquent l'île grecque de Corfou en représailles au meurtre de représentants italiens à Ioannina. À la fin de la crise, les unités navales italiennes retournent à Tarente à la fin du mois de septembre.
Au cours des années 1920, les deux unités ont subi divers travaux de modernisation avec des modifications de l'armement anti-aérien. En 1924, un nouveau poste de tir central fut installé dans une hune soutenue par une poutrelle à quatre poteaux à l'avant de la cheminée avant, en remplacement du mât tripode inférieur existant. En 1925, comme le Duilio, les deux unités avaient embarqué un hydravion à coque de reconnaissance Macchi M.18, qui était placé au sommet de la tour centrale, dans une selle spéciale qui pouvait être inclinée selon la direction du vent, l'hydravion, qui était mis à la mer et hissé à bord au moyen d'un mât de charge. En 1926, uniquement sur le Conte di Cavour, une catapulte avait également été installée devant la tourelle avant, sur le côté bâbord, pour le lancement de l'hydravion.
Le 12 mai 1928, le Conte di Cavour est désarmé à Tarente, tandis que la même année, le Giulio Cesare est affecté à des fonctions de navire-école. En octobre 1933, les deux cuirassés sont transférés respectivement à Trieste et à Gênes pour être soumis jusqu'en 1937 à d'importants travaux de reconstruction et, dans cette configuration, ils participeront à la Seconde Guerre mondiale.

## La reconstruction

### Projet
Le projet de transformation est confié au général des ingénieurs navals, Francesco Rotundi, du comité de projet des navires de guerre.

Les travaux sont confiés aux chantiers Cantieri del Tirreno de Gênes pour le Cesare et pour le Cavour aux Cantieri Riuniti dell'Adriatico de Trieste.

La reconstruction, qui pour les deux navires a commencé en 1933, et s'est terminée en 1937, n'a laissé inchangé que 40% de la structure originale, réutilisant en pratique seulement la coque et le blindage des côtés, pour le reste il s'agissait d'une transformation radicale qui a changé le profil des deux unités, avec de profondes modifications de la coque, dont la longueur a été augmentée de 10,3 mètres avec le gaillard allongé, agrandi dans la partie arrière et prolongé dans la superstructure centrale avec les deux cheminées plus basses et rapprochées. L'un des deux mâts, celui situé immédiatement derrière la tour, a été éliminé et seul celui de l'arrière, qui était plus en retrait, a été conservé. Afin d'augmenter la vitesse du navire et d'obtenir un meilleur rendement du nouvel appareil moteur, dont les unités étaient équipées, il était nécessaire d'augmenter le coefficient de finesse de la coque, obtenu en superposant une nouvelle proue à l'ancienne avec un bulbe. De nouveaux ponts blindés furent également construits et finalement les modifications portèrent le déplacement des deux unités à 29 000 tonnes. La partie arrière, à l'exception de la suppression des deux arbres d'hélice les plus à l'extérieur, n'a pas été modifiée et les deux gouvernails sont restés les mêmes.

### Protection
La protection, tant verticale qu'horizontale, n'a subi que des changements minimes. La ceinture verticale, à la ligne de flottaison, conserva son épaisseur, absolument insuffisante pour des navires qui auraient probablement dû soutenir le combat avec des navires armés de canons de 381 mm, tandis que pour rendre les deux unités moins vulnérables aux bombes des avions, notamment au milieu du navire en correspondance de l'appareil moteur, deux couches de plaques d'acier de 12 mm furent appliquées sur le pont de protection. La protection horizontale consistait en un pont de couloir de 80 mm, un pont de pont de 13 mm et un pont de superstructure de 18+24 mm, avec des épaisseurs moindres à l'avant et à l'arrière.
Afin d'augmenter la protection, un blindage de 50 mm d'épaisseur a été appliqué autour des bases cylindriques des tours de gros calibre, qui, sur le Duilio, était pratiquement appuyé sur l'ancienne base cylindrique, tandis que sur le Cavour, il était placé à une distance de 50 cm de la protection réelle. Ainsi, alors que pour des raisons de protection, le blindage à ces endroits ne présentait pas de variations significatives, d'un point de vue esthétique, le Cavour se présentait avec les tours reposant sur des bases plus massives.

Le système "Pugliese"

La protection de la nouvelle tour de commandement était de 260 mm, la tour blindée incorporant à la fois le pont et le poste de direction de tir.
Très intéressante était la protection sous-marine, appelée "cylindres absorbeurs modèle Pugliese" d'après l'ingénieur et général du corps naval qui l'a conçue. Cette protection, dont l'efficacité reste controversée et n'a été ni confirmée ni démentie par les événements de la guerre, consistait en deux longs cylindres déformables qui, placés sur le côté, à l'intérieur d'une cloison solide, avaient pour tâche d'absorber la force de l'onde de choc provoquée par l'explosion d'une torpille ou d'une mine, en la dispersant à l'intérieur du cylindre. Les Cavour furent les premiers navires à adopter ce système de protection, qui fut ensuite également adopté lors de la reconstruction du Duilio et de la construction du Littorio.

### Propulsion
La propulsion est également modifiée, avec l'installation de nouveaux moteurs de 75 000 cv, qui, lors des essais à pleine puissance, atteignent une puissance de 93 000 cv et permettent aux unités d'atteindre une vitesse de 28 nœuds. La vapeur est produite par huit chaudières à tubes d'eau de type Yarrow avec surchauffeurs, chacune équipée de sept brûleurs à huile de type Meiani. La vapeur alimente deux ensembles indépendants de turbines Belluzzo entraînant deux essieux avec des hélices triples. Deux des quatre essieux ont été éliminés, tandis que les chaudières et les unités de turbo-réduction ont été placées dans une position centrale à l'arrière de la tour de commandement. Chaque unité de turbo-réduction était composée d'une turbine haute pression, de deux turbines basse pression, qui comprenaient une section inverse, et d'une boîte de vitesses. L'une était installée dans un compartiment à l'arrière des chaudières de bâbord, tandis que l'autre était installée dans un compartiment à l'avant de la chaufferie de tribord.
L'appareil moteur a toujours fait preuve d'une grande fiabilité, puisqu'il n'a jamais connu de défaillances majeures et a toujours bien résisté, même aux contraintes prolongées de la navigation à pleine puissance.

### Armement
L'armement principal pendant les travaux de reconstruction a vu l'élimination de la tour centrale du navire et le passage des autres tours de 305/46 mm et 320/44 mm, de sorte que la configuration finale présentait un total de 10 canons de 320/44 mm répartis entre deux tours jumelles, disposées à l'avant et à l'arrière, et deux tours jumelles surélevées, également une à l'avant et une à l'arrière. La portée maximale de ces canons, qui tiraient des projectiles pesant jusqu'à 525 kg, était de 28 600 mètres à une altitude de 27°. Les tours jumelles pesaient 539 tonnes, tandis que le poids des tours triples était de 733 tonnes et la vitesse d'oscillation était de 5° par seconde. Cependant, l'armement principal ne s'est pas amélioré avec l'augmentation du calibre et de l'élévation, car la plus grande portée ne s'accompagnait pas d'une bonne précision de tir.
On construisit une nouvelle tour de commandement blindée, de forme tronconique, pas très haute, qui avait au sommet une tourelle rotative avec deux stéréotélémètres d'une base de 7,2 m pour calculer la distance des cibles et l'équipement pour la direction de tir des principaux calibres. 

La tour abritait la direction de tir occupée par le Premier Directeur du Tir qui, par l'intermédiaire de l'"A.P.G". (Apparecchio di Punteria Generale - Equipement Pontier Général), était responsable du tir des canons principaux. La direction de tir était directement reliée au poste de tir, situé à la base du tour. 

En cas de défaillance du poste de tir de la tour, le tir des canons principaux pouvait être dirigé depuis la tour supérieure de proue ou depuis la tour arrière, immédiatement derrière la cheminée, qui abritait une base télémétrique de 9 m et l'artillerie de la tour pouvait remplacer l'"A.P.G." en desservant les autres tours.

L'armement secondaire a été totalement modifié en déchargeant tous les anciens canons et après reconstruction, il se composait de 12 canons de 120/50 mm, dans 6 tourelles jumelées OTO Mod. 1933, pesant chacune 33,46 tonnes, disposées trois par côté, tirant des projectiles de 23,15 kg à une portée de 22 000 mètres, à l'élévation maximale qui était de 45°.
L'armement anti-aérien principal consistait en huit canons OTO 100/47 Mod. 1928 en tourelles simples pesant chacune 14,8 tonnes, quatre de chaque côté du navire, tirant des projectiles de 13,8 kg à une portée de 10 000 mètres. Les canons 100/47 R.M., également utiles dans les tâches anti-navires, étaient des reproductions des anciens canons autrichiens Škoda de 100 mm qui, avec l'augmentation de la vitesse des avions et les nouvelles formes d'attaque en piqué, s'avéraient insuffisants pour la défense aérienne et n'étaient utiles que dans les tirs de barrage, à tel point que l'unique modèle Ansaldo 90/50 Mod. 1939 avec affût stabilisé fut préparé pour surmonter ces problèmes, mais ne fut utilisé que sur le Duilio et le Littorio, mais pas sur le Cavour.
L'armement anti-aérien est complété par 16 canons de 37/54 mm et 12 canons de 20/65 mm, les canons de 37 mm ayant une cadence de tir de 120 coups par minute et tirant des balles de 1,63 kg à une altitude de 5 000 mètres, et un poste de tir moderne est installé. Les tubes lance-torpilles ont également été retirés.
Deux catapultes de type ""Gagnotto"" ont été installées pour lancer quatre hydravions IMAM Ro.43 qui ont été arrimés au-dessus du pont pendant le trajet. L'installation gênait le tir des canons plus petits et a été retirée sans voir d'utilisation opérationnelle.
| Profil et plan avant la reconstruction | Profil et plan après la reconstruction |

### Considérations sur l'utilité des travaux de reconstruction
L'utilité de la reconstruction du Cavour et plus tard du Duilio a longtemps été débattue, ses détracteurs arguant que pour le coût qu'elle aurait représenté, ils auraient pu construire un nouveau cuirassé qui aurait pu être plus utile dans un futur conflit Les navires reconstruits n'ont en fait opéré activement qu'au début de la Seconde Guerre mondiale, comblant un vide dans la ligne italienne qui a été comblé par l'entrée en service du Littorio, et ont donc été employés dans des tâches secondaires.
Le Cavour avait un armement anti-aérien plutôt médiocre, qui a été amélioré sur le Duilio ultérieur, et était le seul cuirassé italien à ne pas avoir de canons anti-aériens modernes de 90 mm. Un autre défaut était le blindage limité combiné à une compartimentation inadaptée et à une résistance structurelle pas excellente, ceci est démontré par le fait que pendant la nuit de Tarente, alors que le Littorio, touché par trois torpilles, avait déjà repris le service après cinq mois, le Conte di Cavour, touché par une seule torpille, n'a jamais repris le service, et pendant les travaux de réparation, qui ne furent jamais achevés, des renforcements substantiels de l'armement anti-aérien avaient été prévus.

## Service
A la fin des travaux de reconstruction, les deux unités sont retournées à leur base à Tarente.
Le 5 mai 1938, les deux cuirassés participent à la parade navale dans le golfe de Naples à l'occasion de la visite d'Hitler en Italie, et c'est le Conte di Cavour qui accueille à son bord le Re Vittorio Emanuele III, Hitler et Mussolini.

### Seconde Guerre mondiale
Le 10 juin 1940, jour de l'entrée de l'Italie dans la Seconde Guerre mondiale, les deux unités se trouvaient à Tarente et faisaient partie de la Ve division blindée, commandée par l'amiral d'escadre Bruno Brivonesi, dans le cadre de la 1re escadre navale commandée par l'amiral Inigo Campioni, avec le Conte di Cavour comme navire-amiral d'escadre et le Giulio Cesare comme navire-amiral de division. Au début du conflit, ils participent à la bataille de Punta Stilo au cours de laquelle le Giulio Cesare est touché par le cuirassé britannique HMS Warspite (03), navire-amiral de Sir Andrew Cunningham, mais les dommages subis ne sont pas graves.
Le 30 août suivant, les deux cuirassés, ainsi que la plupart des unités du Ier escadron, participent à une action contre la tentative britannique de ravitailler Malte en amenant un convoi d'Alexandrie, appelée par les Britanniques Opération Hats. L'escadron naval italien, qui a vu pour la première fois l'utilisation de deux cuirassés flambant neufs de la classe Littorio, n'a pas été en mesure d'entrer en contact avec l'ennemi, également à cause d'un violent coup de vent qui a forcé les navires italiens à rentrer, les destroyers ne pouvant pas tenir la mer.
Le Conte di Cavour a été gravement endommagé par une torpille lancée par un bombardier-torpilleur britannique Fairey Swordfish pendant la nuit de Tarente entre le 11 et le 12 novembre 1940, et récupéré à la fin de 1941 a été envoyé à Trieste pour des réparations sans retourner au service actif.
Le  Giulio Cesare, après la nuit de Tarente, le 27 novembre 1940 participe à la bataille du cap Teulada jusqu'en 1942 est affecté à des tâches d'escorte de convois et après avoir participé à la fin de 1941 à la première bataille de Syrte, au début de 1942, considéré comme obsolète pour les missions opérationnelles, est envoyé à Pula et utilisé pour des tâches d'entraînement.
Pendant le conflit, il a effectué 38 missions de guerre, dont 8 pour la recherche de l'ennemi, 2 pour l'escorte de convois et la protection du trafic national, 14 pour des transferts et 14 pour des exercices, pour un total de 16 947 milles nautiques (31 390 km) et 912 heures de missions.

### Armistice et période d'après-guerre

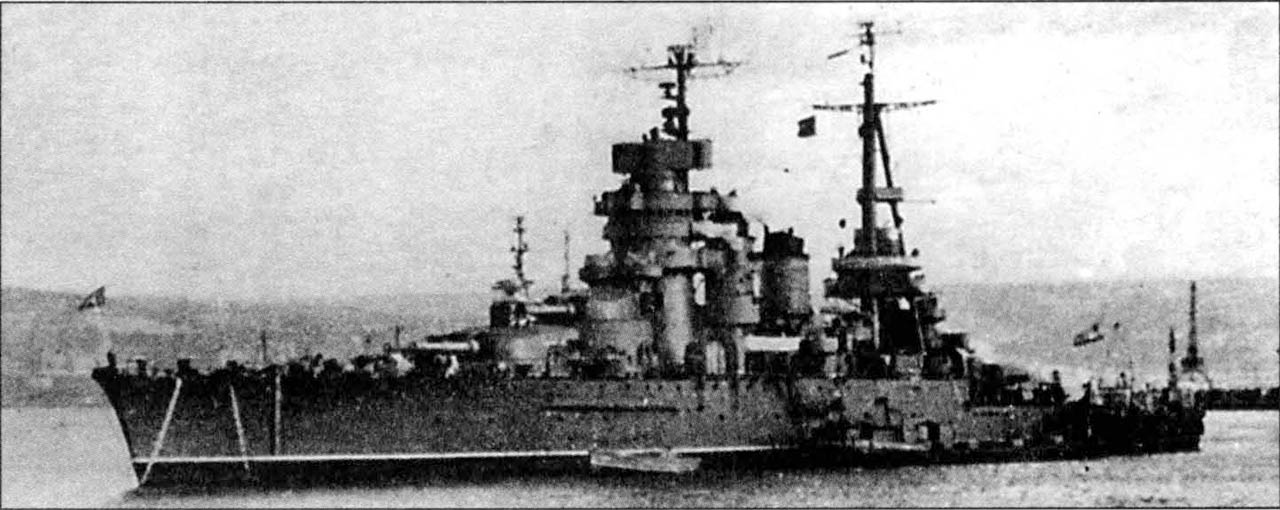
Le Giulio Cesare en 1950 après sa vente aux Soviétiques.

À la suite des événements qui ont suivi l'armistice du 8 septembre 1943 (Armistice de Cassibile) , le Conte di Cavour a été capturé le 10 septembre 1943 alors qu'il était encore en réparation par les Allemands, qui n'ont toutefois pas pris la peine de terminer les réparations.
Plus tard, lors d'un raid de bombardement allié sur Trieste le 20 février 1945, le navire a été touché par deux bombes, ce qui a créé une entaille et fait entrer de l'eau dans la coque, provoquant son renversement. Le navire a été officiellement désarmé le 27 février 1947 et, une fois la guerre terminée, l'épave a été récupérée entre 1950 et 1952 pour être démolie.
Après l'armistice du 8 septembre 1943, suivant les clauses de l'armistice, le Giulio Cesare suit le reste de la flotte à Malte, revenant à Tarente le 28 juin 1944. À la fin de la guerre, elle a été cédée, conformément aux clauses du traité de paix de Paris, à l'Union soviétique en 1949. à titre de compensation pour les dommages de guerre.
Pendant son service dans la marine soviétique, il a été rebaptisé Novorossijsk et affecté à la base de Sébastopol en tant que navire-amiral de la flotte de la mer Noire. Plus tard, il a été utilisé comme navire d'entraînement pour les canonniers et a subi plusieurs séries de travaux d'entretien et de modernisation. La modernisation la plus importante a eu lieu en 1953 et a vu le remplacement des turbo-réducteurs et le remplacement de l'armement anti-aérien secondaire par du matériel de fabrication soviétique et l'installation de radars et d'équipements de communication.
Dans la nuit du 28 au 29 octobre 1955, alors qu'il était ancré dans la baie de Sébastopol, il a coulé à la suite d'une explosion, causant la mort de 608 marins, dont la plupart se trouvaient à l'intérieur des compartiments du navire, dans ce qui fut la plus grande catastrophe de l'histoire navale russe.

## Unités
| Conte di Cavour   | Arsenal de La Spezia           | 10 août 1910    | 10 août 1911    | 1er avril 1915 | Coulé le 12 novembre 1940 durant la bataille de Tarente     |
| Giulio Cesare     | Ansaldo, Gênes                 | 24 juin 1910    | 15 octobre 1911 | 14 mai 1914    | Cédé à la marine soviétique en 1949 et renommé Novorossiisk |
| Leonardo da Vinci | OTO Melara SpA, Sestri Ponente | 18 juillet 1910 | 14 octobre 1911 | 17 mai 1914    | Coulé le 2 août 1916                                        |

## Source
- (it) Cet article est partiellement ou en totalité issu de l’article de Wikipédia en italien intitulé « Classe Conte di Cavour » (voir la liste des auteurs).